# Мезенцева Галина Георгіївна
Гали́на Гео́ргіївна Ме́зенцева (Віницька, нар. 15 вересня 1923, Київ, УРСР —пом. 24 листопада 1997, Торонто, Канада) — український археолог.

## Життєпис
Народилася в сім'ї службовців. Мати — Марія Хомівна Віницька (Василенко), батько — Георгій Ісидорович Віницький.
Закінчила історичний факультет Київського університету імені Тараса Шевченка у 1946 р., а з 1946 р. до 1949 р. навчалась в аспірантурі університету при кафедрі археології.
Під керівництвом Л. М. Славіна написала кандидатську дисертацію на тему «Теракоти Ольвії та їх значення як історичного джерела», яку захистила у 1950 р. у Москві.
У 1969 р. за матеріалами своїх багаторічних археологічних досліджень на Канівщині захистила докторську дисертацію «Давньоруське місто Родень: Княжа гора».
Досліджувала античні міста Північного Причорномор'я, Канівське поселення полян та давньоруські міста — Київ, Родень, Білгород-Київський та Білгород-Дністровський. Брала участь у багатьох археологічних експедиціях: Пороській (1946), Ольвійській (1947–1948), «Великий Київ» (1949–1950), Чернігівський (1956). 
Керувала 26 археологічними експедиціями: Канівською (1957–1964), Білгородською (1965–1975), Білгород-Дністровською (1977–1983).
Похована на міському цвинтарі Торонто.

## Праці
Автор понад 100 наукових та науково-популярних публікацій.
- Музеї України. — К., 1959. — 179 с.;
- Древньоруське місто Родень: Княжа Гора.— К., 1968.— 183 с.;
- Залізні вироби з стародавнього Білгорода // Археологія.— 1974.— Вип. 14. — С.73-81 (у співавторстві);
- Музеєзнавство. — К., 1980. — 160 с.;
- Дослідники археології України. Енциклопедичний словник. — Чернігів, 1997. — 205 с.
- Історія українського мистецтва (видання)

та ряд інших.